# Kids' Choice Awards 2017

Kids Choice Awards 2017 foi realizado em 11 de Março de 2017, no Galen Center , na Universidade do Sul da Califórnia , no campus de Los Angeles ao vivo na Nickelodeon dos Estados Unidos. O superstar do WWE John Cena sediou a cerimônia. Este é o trigésimo Kids' Choice Awards celebrando as 30 edições da premiação, sendo a primeira sediada em 1988.
Henry Danger estreou um novo episódio antes do show ás 19:30 no horário do Leste dos EUA. Jace Norman , posteriormente, conduziu a transferência do episódio para a cerimônia. Depois, ocorreu um sneak peak da nova série da Nickelodeon, Hunter Street, que estreou logo depois no dia 13 de março.

## Apresentadores
- John Cena
- Daniella Monet e Meg DeAngelis (pré-show)

## Performances
| Artista(s)                       | Música(s)                      |
| -------------------------------- | ------------------------------ |
| Machine Gun Kelly Camila Cabello | "Bad Things"                   |
| Little Mix                       | "Touch" e "Shout Out To My Ex" |

## Co-Apresentadores
- Gwen Stefani apresentou a categoria de Filme de Animação Favorito.
- Demi Lovato apresentou uma prévia de os Smurfs: A Vila Perdida.
- Big Sean e Bethany Mota apresentou a categoria de Atriz de TV Favorita.
- Chris Pratt apresentou um trailer de Guardiões da Galáxia Vol. 2 e foi slimado.
- Machine Gun Kelly e Camila Cabello fez uma performance de Bad Things.
- Gal Gadot e Chris Pine apresentou um trailer exclusivo de Mulher Maravilha.
- John Stamos apresentou a categoria de Vilão Favorito.
- Miranda Cosgrove apresentou a categoria de Programa de TV Favorito - Kids Show.
- Dacre Montgomery, Naomi Scott, Becky G, Ludi Lin e RJ Cyler  fizeram uma demonstração de Power Rangers: O Filme.
- O elenco de School of Rock apresentou a categoria de Artista Musical Viral Favorito.
- Dove Cameron e Noah Cyrus introduziu a performance da banda inglesa Little Mix e deram para elas o zeppy de Artista Global Favorito.
- Isabela Moner e Benjamim Flores Jr. apresentou um trailer World Premiere de Transformers: O Último Cavaleiro e apresentou a categoria de Programa de TV Favorito - Family Show.
- Heidi Klum e DJ Khaled apresentou a categoria de Grupo Musical Favorito.

## Estrelas atingidas peloslime
- Demi Lovato
- Chris Pratt
- Kevin Hart
- John Cena
- Olly Murs (Versão britânica)

## Indicados
- Os indicados foram anunciados no dia 2 de fevereiro de 2017.[2]
- Novas categorias são identificados com um símbolo asterisco ( * ).
- 28 categorias foram anunciados que estavam disponíveis em todo o mundo, com um adicional de 38 categorias regionais.
- Os vencedores são destacados em negrito.

| Filme Favorito | Ator de Filme Favorito |
| --- | --- |
| - Batman v Superman: Dawn of Justice - Captain America: Civil War - Ghostbusters - Pete's Dragon - Rogue One: A Star Wars Story - Teenage Mutant Ninja Turtles: Out of the Shadows | - Ben Affleck – Batman v Superman: Dawn of Justice as Bruce Wayne/Batman - Will Arnett – Teenage Mutant Ninja Turtles: Out of the Shadows as Vern Fenwick - Henry Cavill – Batman v Superman: Dawn of Justice as Clark Kent/Superman - Robert Downey Jr. – Captain America: Civil War as Tony Stark/Iron Man - Chris Evans – Captain America: Civil War as Steve Rogers/Captain America - Chris Hemsworth – Ghostbusters as Kevin Beckman                    |
| Atriz de Filme Favorito | Filme de Animação Favorito |
| - Amy Adams – Batman v Superman: Dawn of Justice as Lois Lane - Megan Fox – Teenage Mutant Ninja Turtles: Out of the Shadows as April O'Neil - Scarlett Johansson – Captain America: Civil War as Natasha Romanova/Black Widow - Felicity Jones – Rogue One: A Star Wars Story as Jyn Erso - Melissa McCarthy – Ghostbusters as Abby Yates - Kristen Wiig – Ghostbusters as Erin Gilbert | - Finding Dory - Moana - The Secret Life of Pets - Sing - Trolls - Zootopia |
| Voz Favorita num Filme de Animação | Vilão Favorito |
| - Ellen DeGeneres – Finding Dory as Dory - Kevin Hart – The Secret Life of Pets as Snowball - Dwayne Johnson – Moana as Maui - Anna Kendrick – Trolls as Poppy - Justin Timberlake – Trolls as Branch - Reese Witherspoon – Sing as Rosita | - Helena Bonham Carter – Alice Through the Looking Glass as Red Queen - Idris Elba – Star Trek Beyond as Krall - Will Ferrell – Zoolander 2 as Jacobim Mugatu - Kevin Hart – The Secret Life of Pets as Snowball - Charlize Theron – The Huntsman: Winter's War as Queen Ravenna - Spencer Wilding – Rogue One: A Star Wars Story as Darth Vader |
| Batedor Favorito | BFFs (Best Friends Forever)* |
| - Ben Affleck – Batman v Superman: Dawn of Justice as Bruce Wayne/Batman - Henry Cavill – Batman v Superman: Dawn of Justice as Clark Kent/Superman - Chris Evans – Captain America: Civil War as Steve Rogers/Captain America - Chris Hemsworth – The Huntsman: Winter's War as The Huntsman - Scarlett Johansson – Captain America: Civil War as Natasha Romanova/Black Widow - Felicity Jones – Rogue One: A Star Wars Story as Jyn Erso - Jennifer Lawrence – X-Men: Apocalypse as Raven Darkhölme/Mystique - Zoe Saldana – Star Trek Beyond as Nyota Uhura | - Ruby Barnhill & Mark Rylance – The BFG as Sophie & The BFG - Kevin Hart & Dwayne Johnson – Central Intelligence as Calvin Joyner & Bob Stone - Kevin Hart & Ice Cube – Ride Along 2 as Ben Barber & James Payton - Chris Pine & Zachary Quinto – Star Trek Beyond as Captain James T. Kirk & Commander Spock - Neel Sethi & Bill Murray – The Jungle Book as Mowgli & Baloo - Ben Stiller & Owen Wilson – Zoolander 2 as Derek Zoolander & Hansel McDonald |
| AmiNimigos Favorito | Pet Favorito |
| - Ben Affleck & Henry Cavill – Batman v Superman: Dawn of Justice as Bruce Wayne/Batman & Clark Kent/Superman - Chris Evans & Robert Downey Jr. – Captain America: Civil War as Steve Rogers/Captain America & Tony Stark/Iron Man - Ginnifer Goodwin & Jason Bateman – Zootopia as Judy Hopps & Nick Wilde - Dwayne Johnson & Auli'i Cravalho – Moana as Maui & Moana - Anna Kendrick & Justin Timberlake – Trolls as Poppy & Branch - Charlize Theron & Emily Blunt – The Huntsman: Winter's War as Queen Ravenna & Freya | - Jack Black – Kung Fu Panda 3 as Po - Ellen DeGeneres – Finding Dory as Dory - Kevin Hart – The Secret Life of Pets as Snowball - Bill Murray – The Jungle Book as Baloo - Jason Sudekis – The Angry Birds Movie as Red - Reese Witherspoon – Sing as Rosita |
| #Squad* | |
| - Captain America: Civil War – Paul Bettany, Chadwick Boseman, Don Cheadle, Robert Downey Jr., Chris Evans, Scarlett Johansson, Anthony Mackie, Elizabeth Olsen, Jeremy Renner, Sebastian Stan - Finding Dory – Albert Brooks, Ty Burrell, Ellen DeGeneres, Diane Keaton, Eugene Levy, Ed O'Neill, Kaitlin Olson, Hayden Rolence - Ghostbusters – Leslie Jones, Melissa McCarthy, Kate McKinnon, Kristen Wiig - Rogue One: A Star Wars Story – Riz Ahmed, Felicity Jones, Diego Luna, Mads Mikkelsen, Alan Tudyk, Donnie Yen, Jiang Wen, Forest Whitaker - Teenage Mutant Ninja Turtles: Out of the Shadows – Noel Fisher, Jeremy Howard, Pete Ploszek, Alan Ritchson - X-Men: Apocalypse – Michael Fassbender, Ben Hardy, Nicholas Hoult, Jennifer Lawrence, James McAvoy, Olivia Munn, Evan Peters, Tye Sheridan, Alexandra Shipp, Kodi Smit-McPhee, Sophie Turner | |

| Programa de TV Favorito - Kids Show | Programa de TV Favorito - Family Show |
| --- | --- |
| - Game Shakers - Girl Meets World - Henry Danger - Nicky, Ricky, Dicky & Dawn - The Thundermans | - Agents of S.H.I.E.L.D. - The Big Bang Theory - Black-ish - The Flash - Fuller House - Supergirl |
| Ator de TV Favorito | Atriz de TV Favorita |
| - Benjamin Flores Jr. – Game Shakers as Triple G - Aidan Gallagher – Nicky, Ricky, Dicky & Dawn as Nicky Harper - Jack Griffo – The Thundermans as Max Thunderman - Jace Norman – Henry Danger as Henry Hart/Kid Danger - Casey Simpson – Nicky, Ricky, Dicky & Dawn as Ricky Harper - Tyrel Jackson Williams – Lab Rats as Leo Dooley | - Rowan Blanchard – Girl Meets World as Riley Matthews - Dove Cameron – Liv and Maddie as Liv and Maddie Rooney - Lizzy Greene – Nicky, Ricky, Dicky & Dawn as Dawn Harper - Kira Kosarin – The Thundermans as Phoebe Thunderman - Breanna Yde – School of Rock as Tomika - Zendaya – K.C. Undercover as K.C. Cooper |
| Reality Show Favorito | Desenho Favorito |
| - America's Funniest Home Videos - America's Got Talent - American Ninja Warrior - Paradise Run - Shark Tank - The Voice | - ALVINNN!!! and The Chipmunks - The Amazing World of Gumball - The Loud House - SpongeBob SquarePants - Teen Titans Go! - Teenage Mutant Ninja Turtles |

| Artista Masculino Favorito                                                                                                  | Artista Feminina Favorita |
| --- | --- |
| - Justin Bieber - Drake - Bruno Mars - Shawn Mendes - Justin Timberlake - The Weeknd                                        | - Adele - Beyoncé - Selena Gomez - Ariana Grande - Rihanna - Meghan Trainor |
| Grupo Musical Favorito | Música Favorita |
| - The Chainsmokers - Fifth Harmony - Maroon 5 - OneRepublic - Pentatonix - Twenty One Pilots                                | - "24K Magic" – Bruno Mars - "Can't Stop the Feeling!" – Justin Timberlake - "Heathens" – Twenty One Pilots - "Send My Love (To Your New Lover)" – Adele - "Side to Side" – Ariana Grande ft. Nicki Minaj - "Work from Home" – Fifth Harmony ft. Ty Dolla $ign |
| Revelação Favorita | Vídeo-Clipe Favorito |
| - Kelsea Ballerini - The Chainsmokers - Daya - Lukas Graham - Solange - Rae Sremmurd - Hailee Steinfeld - Twenty One Pilots | - "24K Magic" – Bruno Mars - "Can't Stop the Feeling!" – Justin Timberlake - "Formation" – Beyoncé - "Juju on That Beat" – Zay Hilfigerrr and Zayion McCall - "Me Too" – Meghan Trainor - "Stressed Out" – Twenty One Pilots                                   |
| Artista DJ/EDM Favorito | Trilha Sonora Favorita* |
| - DJ Snake - Martin Garrix - Calvin Harris - Major Lazer - Skrillex - Zedd                                                  | - Hamilton - Me Before You - Moana - Sing - Suicide Squad - Trolls |
| Artista Musical Favorito | Artista Global Favorito |
| - Tiffany Alvord - Matty B - Carson Lueders - Johnny Orlando - Jacob Sartorius - JoJo Siwa                                  | - 5 Seconds of Summer - BIGBANG - Zara Larsson - Little Mix - Bruno Mars - Shakira |

## Internacional
Fonte: Nick web-site
| Artista Filipino Favorito (Filipinas)                                                                   | Artista Africano Favorito (África do Sul) |
| --- | --- |
| - Janella Salvador - Janine Gutierrez - Liza Soberano - Nadine Lustre                                   | - Funke Akindele-Bello - Lupita Nyong'o - Pearl Thusi - Trevor Noah - Wayde Van Niekerk - Yemi Alade                                                  |
| Artista Latino Favorito (América Latina)                                                                | Squad Favorito (Austrália) |
| - CD9 - Juan Pablo Jaramillo - Juanpa Zurita - Lali Espósito - Paty Cantu - Sebastian Villalobos        | - 5 Seconds of Summer - All Blacks - In Stereo - Socceroos - Women's Rugby 7's - Sebastian Villalobos                                                 |
| #Famoso Favorito (Austrália)                                                                            | Human Eva Favorito (Austrália) |
| - Ashleigh Ross - Isaiah Firebrase - Jai Waetford - The Norris Nuts - Troye Sivan                       | - Delta Goodrem - Guy Sebastian - Shaun Johnson - Steve Smith - Tim Cahill                                                                            |
| Pegador de Pegadinhas Favorito (Austrália)                                                              | Must-Have Favorito (Austrália) |
| - Andy Griffiths & Terry Denton - Grant Denyer - Guy Williams - Hamish and Andy - Rebel Wilson          | - Apple iPad - FujiFilm Instax - Nerf Blaster - Nintendo 3DS - Playstation 4                                                                          |
| Estrela Favorita (Bélgica)                                                                              | Favorite TV Series (Bélgica e Países Baixos) |
| - Emma Bale - K3 - Koen Wauters - Laura Tesoro - Marie Verhulst - Olga Leyers                           | - The Ludwigs - Brugklas - D5R - Ghost Rockers - Nightwatch - Spangas                                                                                 |
| Vlogger Favorito (Bélgica e Países Baixos)                                                              | Personalidade Brasileira Favorita (Brasil) |
| - Furtjuh - Meisjedjamila - Nora Gharib - Onnedi - Quinsding - UP2D8                                    | - Anitta - Christian Figueiredo - Kéfera Buchmann - Larissa Manoela - Lubatv - Rezendeevil - Thaynara OG - Zé Felipe                                  |
| Estrela Musical Favorita (Dinamarca)                                                                    | Vlogger Favorito (Dinamarca) |
| - Benjamin Lasnier - Christopher - Cisilia - Gulddreng                                                  | - Armin - Eiqu Miller - Julia Sofia - Rasmus Brohave                                                                                                  |
| Estrela Favorita (Alemanha, Áustria, e Suíça)                                                           | Vlogger Favorito (Alemanha, Áustria, e Suíça) |
| - Lucas Rieger - Lina Larissa Ray and Lisa-Marie Koroll (Bibi & Tina) - Wincent Weiss - Lena Gercke     | - The Lochis - Dominokati - Julien Bam - Dagi Bee |
| Artista Favorito (Espanha)                                                                              | Influência Favorita (Espanha) |
| - Abraham Mateo - Furious Monkey House - María Parrado - Sweet California                               | - Laury What - Luzu - Maria Querol - TrillizoS0201 |
| Melhor Revelação da Web (França)                                                                        | Cantor(a) Favorito(a) (Itália) |
| - Anthonin - Mademoiselle Gloria - Sourbangirl - Sulivan Gwed                                           | - Alessio Bernabei - Beni & Fede - Elodie - Gemeliers - Luca Chikovani                                                                                |
| Youtuber Favorito(Itália)                                                                               | Artista Arábico Favorito (Oriente Médio) |
| - Ehi Leus - Favij - Ipantellas - Mates - Matt & Bise - Virginia De Giglio                              | - Aseel Omran - Joseph Attieh - Lara Scandar - Rajaa & Omar Belmir                                                                                    |
| Estrela Favorita (Países Baixos)                                                                        | Artista Favorito (Noruega) |
| - Ali B - Britt Scholte - Broederliefde - Buddy Vedder - Rein Van Duivenboden - Vajen Van Den Bosch     | - Astrid S - Julie Bergen - Katastrofe - Marcus & Martinus                                                                                            |
| Ação de Música Favorito (Rússia)                                                                        | App Mobile Favorito (Rússia) |
| - Elena Temnikova - Monatik - L'One - Mot - Open Kids - ST                                              | Note: Names Are Translated to English - Cut The Rope: Magic - MSQRD - Prisma - Fighting Minds - Teenage Mutant Ninja Turtles: Legend                  |
| Desenho Favorito (Rússia)                                                                               | Programa de TV Favorito (Rússia) |
| Note: Names Are Translated to English - Dzhingliki - Masha and the Bear - Pin - Fixiki - The Loud House | Note: Names Are Translated to English - Boom! Show - Dancing With The Stars - Eagle & Tails - Masterchef Kids - Prank Wars - The Voice Kids           |
| Estrela Web Favorita (Rússia)                                                                           | Estrela Favorita (Polônia) |
| Note: Names Are Translated to English - Agata Mutsenietse - Annie Mae - Dima Yermuzevich - Mari Senn    | - Andrzej Wrona - Dawid Kwiatkowski - Littlemoonster96 - Maffashion - Margaret                                                                        |
| Youtuber Favorito (Portugal)                                                                            | Estrela Favorita (Suécia) |
| - Paulo Sousa (not the former soccer player) - Sirkazzio - Sofiabbeauty - Tubalatudo                    | - Dolly Style - Marcus & Martinus - FO&O - Zara Larsson                                                                                               |
| Vlogger Favorito (Suécia)                                                                               | KCA Social Squad (Internacional) |
| - Manfred Erlandsson - Misslisibel - Therese Lindgren - Vlad Reiser                                     | Voting via Social Media Site (For Sliming) - Benjamin Lasnier - Saffron Barker - Mario Bautista - Dagi Bee - Alex Mapeli - Jess Conte - Gabriel Conte |